# ميليونيكو
ميليونيكو (بالإيطالية: Miglionico)‏ هي بلدية في مقاطعة ماتيرا في إقليم بازيليكاتا الإيطالي.

## السكان
في سنة 1861 بلغ عدد السكان 4٬053 نسمة، وتطور العدد ليصل في سنة 2011 لـ 2٬543 نسمة.
يظهر هذا المخطط البياني تطور النمو السكاني لـ ميليونيكو